# Cosmosoma rosenbergi
Cosmosoma rosenbergi là một loài bướm đêm thuộc phân họ Arctiinae, họ Erebidae.